# Övre Gruckåtjärnen
Övre Gruckåtjärnen är en sjö i Vansbro kommun i Dalarna och ingår i Dalälvens huvudavrinningsområde. Sjön har en area på 0,226 kvadratkilometer och ligger 245,3 meter över havet. Sjön avvattnas av vattendraget Gruckån.

## Delavrinningsområde
Övre Gruckåtjärnen ingår i det delavrinningsområde (670819-141037) som SMHI kallar för Mynnar i Västerdalälvens vattendragsyta. Medelhöjden är 254 meter över havet och ytan är 12,31 kvadratkilometer. Räknas de 11 avrinningsområdena uppströms in blir den ackumulerade arean 93,83 kvadratkilometer. Gruckån som avvattnar avrinningsområdet har biflödesordning 3, vilket innebär att vattnet flödar genom totalt 3 vattendrag innan det når havet efter 323 kilometer. Avrinningsområdet består mestadels av skog (63 procent) och sankmarker (29 procent). Avrinningsområdet har 0,76 kvadratkilometer vattenytor vilket ger det en sjöprocent på 6,1 procent.